# Songs in the Key of Life
Songs in the Key of Life (с англ. — «Песни в тональности жизни») — восемнадцатый и самый коммерчески успешный студийный альбом американского соул-певца Стиви Уандера, выпущенный 28 сентября 1976 года лейблом Motown Records. Первый двойной альбом в карьере Уандера; последний в серии из пяти альбомов музыканта, которые принято относить к классическому периоду его творчества. Альбом получил премию «Грэмми» в категории «лучший альбом года» и победил в трёх других номинациях. Занимает 4-е место в рейтинге 500 величайших альбомов всех времён по версии журнала Rolling Stone.
Альбом достиг максимального уровня продаж в США (более 10 млн экземпляров), и в марте 2005 года ему был присвоен 10-кратный платиновый статус от RIAA.

## Список композиций
Все песни написал Стиви Уандер (за исключением специально отмеченных)

### CD-версияальбома
| №   | Название                                     | Автор(ы)                      | Длительность |
| --- | -------------------------------------------- | ----------------------------- | ------------ |
| 1.  | «Love's in Need of Love Today»               | Стиви Уандер                  | 7:06         |
| 2.  | «Have a Talk with God»                       | Стиви Уандер, Calvin Hardaway | 2:42         |
| 3.  | «Village Ghetto Land»                        | Стиви Уандер, Gary Byrd       | 3:25         |
| 4.  | «Contusion»                                  | Стиви Уандер                  | 3:46         |
| 5.  | «Sir Duke»                                   | Стиви Уандер                  | 3:54         |
| 6.  | «I Wish»                                     | Стиви Уандер                  | 4:12         |
| 7.  | «Knocks Me Off My Feet»                      | Стиви Уандер                  | 3:36         |
| 8.  | «Pastime Paradise»                           | Стиви Уандер                  | 3:28         |
| 9.  | «Summer Soft»                                | Стиви Уандер                  | 4:14         |
| 10. | «Ordinary Pain»                              | Стиви Уандер                  | 6:23         |
| 11. | «Isn't She Lovely»                           | Стиви Уандер                  | 6:34         |
| 12. | «Joy Inside My Tears»                        | Стиви Уандер                  | 6:30         |
| 13. | «Black Man»                                  | Стиви Уандер, Gary Byrd       | 8:30         |
| 14. | «Ngiculela - Es Una Historia - I Am Singing» | Стиви Уандер                  | 3:49         |
| 15. | «If It's Magic»                              | Стиви Уандер                  | 3:12         |
| 16. | «As»                                         | Стиви Уандер                  | 7:08         |
| 17. | «Another Star»                               | Стиви Уандер                  | 8:28         |

| №                   | Название                              | Автор(ы)                     | Длительность |
| ------------------- | ------------------------------------- | ---------------------------- | ------------ |
| 18.                 | «Saturn»                              | Стиви Уандер, Майкл Сембелло | 4:54         |
| 19.                 | «Ebony Eyes»                          | Стиви Уандер                 | 4:09         |
| 20.                 | «All Day Sucker»                      | Стиви Уандер                 | 5:06         |
| 21.                 | «Easy Goin' Evening (My Mama's Call)» | Стиви Уандер                 | 3:57         |
| Общая длительность: | Общая длительность:                   | Общая длительность:          | 1:44:54      |

### Оригинальныйвиниловыйрелиз 1976 года
| Первая сторона 1. «Love’s in Need of Love Today» (Wonder) — 7:06 - Eddie "Bongo" Brown—collinga - All other instruments—Stevie Wonder 2. «Have a Talk with God» (Calvin Hardaway, Wonder) — 2:42 - All instruments—Stevie Wonder 3. «Village Ghetto Land» (Gary Byrd, Wonder) — 3:25 - All instruments—Stevie Wonder 4. «Contusion» (Wonder) — 3:46 - Mike Sembello—lead guitar - Michael Gray, Josie James, Shirley Brewer, Artece May—Vocals 5. «Sir Duke» (Wonder) — 3:52 - Raymond Pounds—drums - All other instruments—Stevie Wonder | Вторая сторона 1. «I Wish» (Wonder) — 4:12 - Nathan Watts—bass - Stevie Wonder—vocals, Fender Rhodes, ARP 2600 Synthesizer, Drums 2. «Knocks Me Off My Feet» (Wonder) — 3:36 - Stevie Wonder—acoustic piano, Fender Rhodes, drums, vocals, synth bass 3. «Pastime Paradise» (Wonder) — 3:27 - Raymond Maldonado, Bobbye Hall—percussion - Hare Krishna, West Angeles Church Choir—background vocals 4. «Summer Soft» (Wonder) — 4:14 - Ben Bridges—rhythm guitar - Stevie Wonder—vocals, acoustic piano, drums, hi-hat, synth bass 5. «Ordinary Pain» (Wonder) — 6:16 - Mike Sembello—lead guitar - Linda Lawrence, Terri Hendricks, Sundray Tucker, Charity McCrary, Madelaine Jones—reply’s background vocals |

| Третья сторона 1. «Isn't She Lovely» (Wonder) — 6:34 - Greg Phillinganes—keyboard - Stevie Wonder-Fender Rhodes, RMI Electra piano, Bass Synthesizer, harmonica, drums 2. «Joy Inside My Tears» (Wonder) — 6:30 - Stevie Wonder-Lead Vocals, Background Vocals, Piano, Bass Synthesizer, Drums 3. «Black Man»(Byrd/Wonder) — 8:27 - Stevie Wonder-Fender Rhodes, bass synthesizer, synthesizer, talk box, drums, percussion | Четвёртая сторона 1. «Ngiculela — Es Una Historia — I Am Singing» (Wonder) — 3:48 - Charles Brewer, Shirley Brewer, Renee Hardaway, Nelson Hayes, Marietta Waters, Nathan Watts, John Fischbach, Amale Mathews, Josette Valentino—background percussion - Stevie Wonder-vocals, synthesizer, bass synthesizer, drums 2. «If It’s Magic» (Wonder) — 3:12 - Dorothy Ashby—harp - Stevie Wonder—vocal, harmonica 3. «As» (Wonder) — 7:08 - Nathan Watts—bass, handclaps - Dave Hanson, Yolanda Simon, Josette Valentino—handclaps 4. «Another Star» (Wonder) — 8:08 - Bobbi Humphrey—flute - Josie James—background vocals |

### A Something’s Extra
Из-за огромного (особенно по тем временам) размера альбома, эти песни не уместились на оригинальные виниловые пластинки и были выпущены дополнительно на мини-альбоме или миньоне, как его ещё называют. Эти треки есть на большинстве CD-версий альбома. Они или разделены попарно между двумя дисками или добавляются к концу второго диска (что, вероятно, более грамотно, так как сохраняется точный порядок песен оригинального альбома).

| Первая сторона (бонус-пластинка) 1. «Saturn» (Michael Sembello, Wonder) — 4:54 - Mike Sembello—lead guitar - All other instruments—Stevie Wonder 2. «Ebony Eyes» (Wonder) — 4:11 - Nathan Watts—bass | Вторая сторона (бонус-пластинка) 1. «All Day Sucker» (Wonder) — 5:06 - Ben Bridges—rhythm guitar - Carolyn Denis—background vocals 2. «Easy Goin' Evening (My Mama’s Call)» (Wonder) — 3:55 - Nathan Watts—bass - All other instruments—Stevie Wonder |

## Чарты
| Год  | Чарт           | Наивысшая позиция |
| ---- | -------------- | ----------------- |
| 1976 | Billboard 200  | 1                 |
| 1976 | Великобритания | 2                 |
| 1976 | Норвегия       | 6                 |
| 1976 | Швеция         | 9                 |
| 1976 | Австрия        | 15                |
| 1976 | Нидерланды     | 9                 |

| Хит-парад (1976)             | Позиция |
| ---------------------------- | ------- |
| Великобритания (Gallup Poll) | 21      |
| Канада (RPM Year-End)        | 3       |
| Хит-парад (1977)             | Позиция |
| Великобритания (Gallup Poll) | 19      |

| Год  | Сингл            | Чарт               | Наивысшая позиция |
| ---- | ---------------- | ------------------ | ----------------- |
| 1976 | Another Star     | Club Play Singles  | 2                 |
| 1977 | Sir Duke         | Adult Contemporary | 3                 |
| 1977 | I Wish           | Adult Contemporary | 23                |
| 1977 | Isn’t She Lovely | Adult Contemporary | 23                |
| 1977 | Another Star     | Pop Singles        | 32                |
| 1977 | I Wish           | Pop Singles        | 1                 |
| 1977 | Sir Duke         | Pop Singles        | 1                 |
| 1977 | Another Star     | Black Singles      | 18                |
| 1977 | Another Star     | Adult Contemporary | 29                |
| 1977 | As               | Black Singles      | 36                |
| 1977 | I Wish           | Black Singles      | 1                 |
| 1977 | Sir Duke         | Black Singles      | 1                 |
| 1977 | As               | Adult Contemporary | 24                |
| 1978 | As               | Pop Singles        | 36                |